# Peter Shaffer
Pour les articles homonymes, voir Shaffer.
Ne doit pas être confondu avec Pierre Schaeffer.
Œuvres principales
Equus (1973)
Amadeus (1979)
Peter Shaffer est un écrivain, dramaturge et scénariste britannique né le 15 mai 1926 à Liverpool et mort le 6 juin 2016 dans le comté de Cork en Irlande.
Connu principalement pour ses pièces Equus (1973) et Amadeus (1979), il a également écrit plusieurs romans avec son frère Anthony sous le pseudonyme de Peter Antony.
Il a été fait commandeur de l'ordre de l'Empire britannique (CBE) par la reine Élisabeth II en 1987, puis élevé au rang de Knight Bachelor en 2001.

## Biographie

### Jeunesse et études
Peter Levin Shaffer naît le 15 mai 1926 à Liverpool (Angleterre) de Jack Shaffer, agent immobilier, et Reka Fredman. Il a un frère jumeau, Anthony (1926-2001), qui deviendra également dramaturge et scénariste,,.
Il grandit à Londres et obtient une bourse pour étudier l'Histoire au Trinity College de l'université de Cambridge.
En parallèle de ses études, Peter travaille dans les mines de charbon durant la Seconde Guerre mondiale et enchaîne les petits boulots, comme libraire et assistant à la bibliothèque publique de New York avant de découvrir ses talents de dramaturge.

### Carrière théâtrale

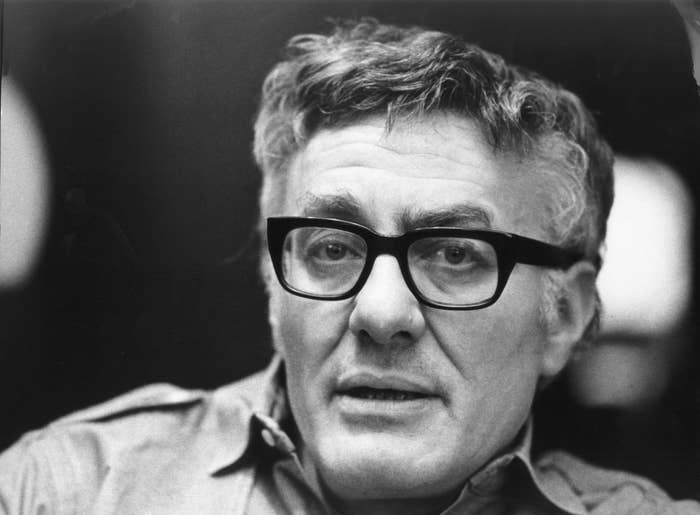
Peter Levin Shaffer, 1975

Peter Shaffer écrit sa première pièce The Salt Land en 1951 pour la BBC. Encouragé par ce succès, il continue d'écrire et assure sa réputation en tant que dramaturge en 1958 avec la production de Five Finger Exercise, une pièce créée à Londres avec une mise en scène de John Gielgud et qui remporte un Evening Standard Drama Award. Présentée à New York en 1959, elle lui vaut cette fois un New York Drama Critics Award (en).
Shaffer écrit ensuite de nombreuses pièces de théâtre, des drames philosophiques, comme The Establishment (1963), mais aussi des comédies satiriques, dont The Public Eye (1962). The Royal Hunt of the Sun (en) (1964) présente la conquête tragique du Pérou par les Espagnols, alors que Black Comedy (1965) est une farce dans laquelle les personnages sont plongés dans le noir dû à une panne d'électricité alors que le spectateur, en revanche, voit tout.
Créée en 1973 à l'Old Vic de Londres dans une mise en scène de John Dexter avec Alec McCowen et Peter Firth, Equus vaut à Shaffer le Tony Award de la meilleure pièce et un second New York Drama Critics Award en 1975. La pièce raconte l'histoire d'un adolescent de 17 ans apparemment sans soucis, qui crève les yeux de six chevaux ; elle sera jouée à plus de 1 000 reprises à Broadway. En 2007, elle est interprétée par Richard Griffiths et Daniel Radcliffe dans une mise en scène de Thea Sharrock au Gielgud Theatre (en). Pour Radcliffe, toujours associé au personnage de Harry Potter, il s'agit d'un défi puisqu'il doit jouer une scène entièrement nu.
Shaffer enchaîne les succès avec Amadeus (1979) qui lui vaut un nouveau Evening Standard Drama Award ainsi qu'un Theatre Critics Award. La pièce met en scène Wolfgang Amadeus Mozart et Antonio Salieri, compositeur officiel de la cour et qui, jaloux du talent de cet enfant sans grande éducation, tente d'évincer son rival. Lorsque la pièce est présentée à Broadway, elle remporte en le Tony Award 1981 de la meilleure pièce et, comme Equus, est jouée à plus de 1000 reprises.
Son dernier succès est Lettice and Lovage (1987), comédie satirique jouée près de 300 fois sur Broadway avec Maggie Smith.

### Carrière cinématographique
Shaffer a signé le scénario de trois de ses pièces adaptées pour le cinéma : Sentimentalement vôtre (1972) de Carol Reed d'après The Public Eye, Equus (1977) de Sidney Lumet et Amadeus (1984) de Miloš Forman. Ce dernier scénario lui vaut l'Oscar du meilleur scénario adapté.

### Vie privée et mort
Ouvertement gay, Shaffer s'installe à New York dans les années 1970 et entame une relation avec le compositeur et musicien américain Paul Giovanni puis avec le professeur de technique vocale Robert Leonard, qui meurt en 1990 à l'âge de 49 ans,,. Il partage les dernières années de sa vie avec le professeur de théâtre et de musique Kevin Shancady,. 
Peter Shaffer meurt le 6 juin 2016 à Curraheen dans le comté de Cork (Irlande), à l'âge de 90 ans, lors d'un voyage d'agrément. Il est enterré au cimetière de Highgate, au nord de Londres, auprès de Robert Leonard.

## Écrits

### Théâtre
- The Salt Land (1954)
- Balance of Terror (1957)
- The Prodigal Father (1957)
- Five Finger Exercise (1958)
- The Private Ear (1962)
- The Public Eye (1962)
- The Establishment (1963)
- The Merry Roosters Panto (1963)
- The Royal Hunt of the Sun (1964)
- Black Comedy (1965)
- The White Lies (1967)
- Shrivings (1970)
- Equus (1973)
- Amadeus (1979)
- Black Mischief (1983)
- Yonadab (1985)
- Lettice and Lovage (1987)
- This Savage Parade (1987)
- Whom Do I Have the Honour of Addressing? (1990)
- The Gift of the Gorgon (1992)

### Romans
sous le pseudonyme Peter Antony
- The Woman in the Wardrobe: A lighthearted detective story (1951), en collaboration avec son frère Anthony
- How Doth the Little Crocodile? (1952), en collaboration son frère Anthony
- Withered Murder (1955), en collaboration avec son frère Anthony

## Filmographie
- 1962 : Five Finger Exercise de Daniel Mann, adaptation de la pièce éponyme par Frances Goodrich et Albert Hackett
- 1966 : The Pad and How to Use It de Brian G. Hutton, adaptation de la pièce The Private Ear par Thomas C. Ryan et Ben Starr
- 1969 : The Royal Hunt of the Sund'Irving Lerner, adaptation de la pièce éponyme par Philip Yordan
- 1972 : Sentimentalement vôtre (Follow Me!) de Carol Reed, adaptation par Peter Shaffer de sa pièce The Public Eye
- 1977 : Equus de Sidney Lumet, adaptation par Peter Shaffer de sa pièce éponyme
- 1984 : Amadeus de Miloš Forman, adaptation par Peter Shaffer de sa pièce éponyme

## Distinctions
- 1994 : nommé professeur invité au théâtre contemporain de l'université d'Oxford
- 1987 : fait commandeur de l'ordre de l'Empire britannique (CBE) par la reine Élisabeth II
- 2001 : élevé au rang de Knight Bachelor
- 2007 : intronisé à l'American Theater Hall of Fame

### Récompenses
- Evening Standard Drama Awards 1958 : Auteur dramatique le plus prometteur pour Five Finger Exercise
- New York Drama Critics Awards 1959 : Meilleure pièce étrangère pour Five Fingers Exercise
- Tony Awards 1975 : Meilleure pièce pour Equus
- New York Drama Critics Circle Awards 1975 : Meilleure pièce pour Equus
- Evening Standard Drama Awards 1979 : Meilleure pièce pour Amadeus
- Theater Critics Awards 1979 : Meilleure pièce pour Amadeus
- New York Drama Critics Circle Awards 1981 : Meilleure nouvelle pièce pour Amadeus
- Tony Awards 1981 : Meilleure pièce pour Amadeus
- Golden Globes 1984 : Meilleur scénario pour Amadeus
- Oscars 1984 : Meilleur scénario adapté pour Amadeus
- William Inge Award 1992 pour son apport remarquable au cinéma américain

### Nominations
- Oscars 1978 : Oscar du meilleur scénario adapté pour Equus
- Tony Awards 1990 : Meilleure pièce pour Lettice and Lovage